# Stephen Oyoung
Stephen Oyoung (...) è un attore, stuntman, doppiatore e artista marziale misto statunitense.

## Carriera
E' noto principalmente per aver doppiato Martin Li/Mr. Negative nei videogiochi della saga di Marvel's Spider-Man.
Nel 2025 recita nel film Mission: Impossible - The Final Reckoning.

## Filmografia

### Cinema
- Independence Day - Rigenerazione (Independence Day: Resurgence), regia di Roland Emmerich (2016)
- Escape Plan 3 - L'ultima sfida (Escape Plan: The Extractors), regia di John Herzfeld (2019)
- Terminator - Destino oscuro (Terminator: Dark Fate), regia di Tim Miller (2019)
- Paddleton, regia di Alex Lehmann (2019)
- Mission: Impossible - The Final Reckoning, regia di Christopher McQuarrie (2025)

### Televisione
- Undercovers - serie TV, episodio 1x05 (2010)
- Castle - serie TV, episodio 7x16 (2015)
- The Last Ship - serie TV, 6 episodi (2016)
- Scandal - serie TV, episodio 5x13 (2016)
- Legends of Tomorrow - serie TV, episodio 2x03 (2016)
- NCIS - Unità anticrimine (NCIS) - serie TV, episodio 13x22 (2016)
- Wet Hot American Summers: Ten Years Later - serie TV, 2 episodi (2017)
- Hawaii Five-0 - serie TV, episodio 8x02 (2017)
- NCIS: Los Angeles - serie TV, episodio 9x03 (2017)
- Le regole del delitto perfetto (How to Get Away With Murder) - serie TV, episodio 4x09 (2018)
- For All Mankind - serie TV, 2 episodi (2019)
- SEAL Team - serie TV, episodio 3x10 (2019)
- Good Trouble - serie TV, 7 episodi (2021-2022)
- Jupiter's Legacy - serie TV, 2 episodi (2021)
- CSI: Vegas - serie TV, episodio 1x09 (2021)
- Magnum P.I. - serie TV, episodio 5x12 (2023)

### Doppiaggio
- Star Wars: The Old Republic - videogioco, voce di Zabrak Jedi (2011)
- Marvel's Spider-Man - videogioco, voce di Mr. Negative (2018)
- Fallout 76 - videogioco, voci varie (2018)
- Death Stranding - videogioco, voci varie (2019)
- Cyberpunk 2077 - videogioco, voce di Grayson (2020)
- Gotham Knights - videogioco, voce di Jason Todd (2022)
- Mortal Kombat 1 - videogioco, voce di Adam (2023)
- Remnant II - videogioco, voce di Wallace (2023)
- Starfield - videogioco, voci varie (2023)
- Marvel's Spider-Man 2 - videogioco, voce di Mr. Negative (2023)

## Doppiatori italiani
Nelle versioni in italiano delle opere in cui ha recitato, Stephen Oyoung è stato doppiato da:
- Oliviero Cappellini in Scandal
- Roberto Gammino in Legends of Tomorrow
- Roberto Certomà in NCIS - Unità anticrimine
- Francesco Meoni in NCIS: Los Angeles
- Guido Di Naccio in Good Trouble
- Giorgio Borghetti in CSI: Vegas
- Paolo Vivio in Mission: Impossible - The Final Reckoning

Da doppiatore è sostituito da:
- Pino Pirovano in Marvel's Spider-Man, Marvel's Spider-Man 2
- Enrico Chirico in Death Stranding, Death Stranding 2: On the Beach
- Paolo Sesana in Destiny 2
- Giuseppe Ippoliti in Cyberpunk 2077
- Federico Di Pofi in Gotham Knights
- Alessandro Fattori in Remnant II
- Luca Airaghi in Mortal Kombat 1